# Dadá (cangaceira)
Sérgia Ribeiro da Silva Chagas, mais conhecida como Dadá (Belém do São Francisco, 25 de abril de 1915 – Salvador, 7 de fevereiro de 1994), foi uma cangaceira brasileira. Foi a única mulher a usar um fuzil no bando de Lampião.

## Biografia

### Vida pessoal
Sérgia Ribeiro da Silva Chagas, conhecida pela alcunha de Dadá, nasceu em 25 de abril de 1915, em Belém do São Francisco, Pernambuco.
Dadá teve sete filhos com o cangaceiro Corisco, com quem foi casada durante anos, e todos eles nasceram entre os mandacarus. Ela mesma fazia os partos. Os filhos foram entregues a parentes, para que fossem criados. O primeiro filho de Dadá nasceu no sertão, quando ela tinha 17 anos. Teve 34 netos.
Em 18 de março de 2024, morreu o último filho de Dadá e Corisco, o professor Sílvio Hermano de Bulhões, aos 88 anos.

### Ingresso no cangaço e relacionamentos amorosos
Quando tinha 12 anos de idade, Dadá foi sequestrada e estuprada pelo cangaceiro Corisco. Aos 17 anos, depois de um período vivendo com a família dele, decidiu integrar o cangaço. Casou-se com Corisco e ficou ao seu lado até 1940, ano em que ele foi morto pela volante do tenente Zé Rufino e o cangaço chegou ao fim.
Depois de Corisco, Dadá foi casada com Bartolomeu Serafim Chagas, porém não tiveram filhos. Bartolomeu faleceu em 1987, vítima de atropelamento.

### Morte de Corisco
Durante anos, o casal Dadá e Corisco passou fugindo de ataques de pessoas que buscavam vingar a morte de familiares assassinados pelos cangaceiros. Em 1940, pego de surpresa, Corisco foi morto pela volante do tenente Zé Rufino, uma espécie de polícia da época. Dadá foi atingida no pé por um tiro. O pé ficou pendurado. Segundo a neta, Indaiá Santos, Dadá cortou o próprio pé com uma faca. Ela precisou amputar a perna, na altura do joelho.
Corisco foi sepultado em Miguel Calmon, no estado da Bahia, com exceção da sua cabeça, que foi para o museu Nina Rodrigues. Nos anos 1970, Dadá enterrou os restos mortais dele no cemitério Quinta dos Lázaros. Posteriormente, os restos mortais foram cremados por um dos filhos e foram lançados no mar de Alagoas.

### Vida após o cangaço
Dadá passou a viver em Salvador, lutando para ver a legislação que assegura o respeito aos mortos fosse cumprida - e a tétrica exposição do Museu Antropológico Estácio de Lima, localizado no prédio do Instituto Médico Legal Nina Rodrigues tivesse fim. Só a 6 de fevereiro de 1969, no governo Luiz Viana Filho, foi que os restos mortais dos cangaceiros puderam ser inumados definitivamente - tendo, porém, o museu feito moldes para expor, em substituição.

### Morte
Dadá morreu em Salvador, em 1994, em decorrência de um câncer de intestino.